# 400 meter för damer i friidrott vid olympiska sommarspelen 1980
400 meter för damer vid olympiska sommarspelen 1980 i Moskva avgjordes 25-28 juli. 

## Medaljörer
| Gren      | Guld                      | Guld       | Silver                                  | Silver | Brons                          | Brons |
| 400 meter | Marita Koch · Östtyskland | 48,88 (OR) | Jarmila Kratochvílová · Tjeckoslovakien | 49,46  | Christina Lathan · Östtyskland | 49,66 |

## Resultat
- Q innebär avancemang utifrån placering i heatet.
- q innebär avancemang utifrån total placering.
- DNS innebär att personen inte startade.
- DNF innebär att personen inte fullföljde.
- DQ innebär diskvalificering.
- NR innebär nationellt rekord.
- OR innebär olympiskt rekord.
- WR innebär världsrekord.
- WJR innebär världsrekord för juniorer
- AR innebär världsdelsrekord (area record)
- PB innebär personligt rekord.
- SB innebär säsongsbästa.

### Final
- Hölls måndagen den 28 juli 1980

| Placering | Final                       | Tid      |
| --------- | --------------------------- | -------- |
|           | Marita Koch (GDR)           | 48,88 OR |
|           | Jarmila Kratochvílová (TCH) | 49,46    |
|           | Christina Lathan (GDR)      | 49,66    |
| 4.        | Irina Nazarova (URS)        | 50,07    |
| 5.        | Nina Ziuskova (URS)         | 50,17    |
| 6.        | Gabriele Löwe (GDR)         | 51,33    |
| 7.        | Pirjo Häggman (FIN)         | 51,35    |
| 8.        | Linsey MacDonald (GBR)      | 52,40    |

### Semifinaler
Hölls måndagen den 28 juli 1980
| Placering | Heat 1                   | Tid   |
| --------- | ------------------------ | ----- |
| 1.        | Marita Koch (GDR)        | 50,57 |
| 2.        | Gabriele Löwe (GDR)      | 50.85 |
| 3.        | Pirjo Häggman (FIN)      | 51.02 |
| 4.        | Nina Ziuskova (URS)      | 51.12 |
| 5.        | Ljudmila Tjernova (URS)  | 51.30 |
| 6.        | Joslyn Hoyte-Smith (GBR) | 51.47 |
| 7.        | Małgorzata Dunecka (POL) | 51.93 |
| 8.        | Rositsa Stamenova (BUL)  | 52.96 |

| Placering | Heat 2                             | Tid   |
| --------- | ---------------------------------- | ----- |
| 1.        | Christina Lathan (GDR)             | 50,16 |
| 2.        | Irina Nazarova (URS)               | 50.18 |
| 3.        | Jarmila Kratochvílová (TCH)        | 50.79 |
| 4.        | Linsey MacDonald (GBR)             | 51.60 |
| 5.        | Michelle Scutt (GBR)               | 51.89 |
| 6.        | Ilona Pál (HUN)                    | 51.99 |
| 7.        | Grażyna Oliszewska (POL)           | 52.36 |
| 8.        | Irena Szewińska-Kirszenstein (POL) | 53.13 |

### Kvartsfinaler
- Hölls fredagen den 25 juli 1980

### Försöksheat
- Hölls fredagen den 25 juli 1980